# Masacre de Saudades
La Masacre de Saudades ocurrió el 4 de mayo de 2021, cuando se perpetró una masacre escolar en la escuela municipal de educación temprana (creche) Aquarela, ubicada en la ciudad de Saudades, cerca de la ciudad de Chapecó, en el estado de Santa Catarina, Brasil. La escuela atiende a niños desde los 6 meses hasta los 2 años.
Tres niños, un docente y un miembro del personal murieron en el ataque, perpetrado por un joven de 18 años oriundo de la localidad, identificado por las autoridades como Fabiano Kipper Mai.

## Ataque
Alrededor de las 10 de la mañana del 4 de mayo de 2021, Fabiano Kipper Mai (Saudades, 3 de abril de 2003), un joven de 18 años sin antecedentes penales, se dirigió en bicicleta a la guardería Aquarela, en el centro de Saudades. Al ingresar a la guardería, comenzó atacando a una maestra de 30 años que, aunque herida, corrió hacia un salón donde se encontraban cuatro niños y una empleada de la escuela, en un intento de advertirle del peligro. Fabiano Mai luego atacó a los niños que estaban en la habitación y al empleado. Dos niñas menores de dos años y la maestra que sufrió el ataque inicial murieron en el lugar. Otro niño y el miembro del personal murieron más tarde en el hospital. Las empleadas escondieron a los niños cuando el asesino comenzó el ataque.
Cuando la secretaria de educación de la ciudad, Gisela Hermann, recibió una llamada informando del caso, acudió al lugar y describió lo que vio: “Llegamos allí, una escena de terror. Me las arreglé para entrar en la escuela. Había un tipo tirado en el piso, pero aún con vida, y también un maestro y un niño muertos. La habitación estaba cerrada, no nos dejaban entrar".
El delegado regional de Chapecó, Ricardo Newton Casagrande, dijo que el joven ingresó al lugar y golpeó a las víctimas con una katana. Fabiano Mai fue detenido en el lugar y trasladado en estado grave a un hospital de la vecina ciudad de Pinhalzinho, tras intentar suicidarse apuñalándose con una katana.

## Víctimas
- Keli Adriane Aniecevski, 30 años, profesora
- Mirla Amanda Renner Costa, 20 años, agente educativa
- Sarah Luiza Mahle Sehn, 19 meses
- Murilo Massing, 21 meses
- Anna Bela Fernandes de Barros, 20 meses.

Otro niño de 20 meses también resultó herido y tuvo que ser intervenido quirúrgicamente y permanecer en la UCI.

### Reacciones
El diputado Jerônimo Ferreira, que lleva el caso, dice que la maestra y la agente educativa fueron héroes al contener a los jóvenes para que no fueran a otras aulas y, aunque estaban heridos, lograron evitar lo peor:

El intentó entrar en todas las habitaciones y no pudo. Esas mujeres lograron evitar que sucediera un mal mayor, fueron muy valientes.
Diputado Jerônimo Ferreira

Tenemos dos heroínas, que Dios las reciba junto con estos tres niños. Fuerza y resiliencia a las familias, les deseo a todos que puedan superar este triste momento de sus vidas.
Gobernadora de Santa Catarina, Daniela Reinehr

Aline Biazebetti, una agente educativa de 27 años y vecina de la escuela, rescató a uno de los niños. Al escuchar el alboroto, ingresó a la escuela mientras el agresor aún estaba allí, sacó a un niño de un año y medio, se montó en un automóvil y se dirigió al hospital. El niño en cuestión fue operado y se está recuperando de sus heridas. Sin la acción rápida de Aline, el niño de un año podría haber muerto antes de que llegara el rescate.

...Me las arreglé para llamar a la policía y recogí a uno de los niños. Me subí al auto y lo llevé al hospital. Escuché que lo operaron y está bien...
Agente educativa Aline Biazebetti

Nunca olvidaré la mirada que me dio ese niño, como una forma de pedir ayuda...
Agente educativa, Aline Biazebetti

La gobernadora del estado, Daniela Reinehr, anunció duelo oficial en su Twitter. “Decreto luto oficial de tres días en el estado tras la tragedia en Saudades, donde fallecieron niños y docentes de un centro de educación infantil. Expreso mi profunda tristeza y brindo mi solidaridad. He determinado que el gobierno brindará todo el apoyo necesario a las familias”, escribió.

## Arresto, investigácion, juicio y sentencia
Fabiano salió del hospital el 12 de mayo de 2021 y fue llevado directamente a prisión, esposado y vestido con un uniforme carcelario naranja, según el periódico brasileño Correio do Povo. 
En 21 de mayo de 2021, el Ministerio Público de Santa Catarina acusó a Fabiano de 5 asesinatos y una tentativa de asesinato por motivo vil, cruel y uso de recurso que impossibilitó la defensia de las víctimas el día del ataque.
En 25 de noviembre de 2021 cumplía condena en la Prisión Regional de Chapecó, pero el Tribunal ordenó su traslado al Hospital de Custódia, en Florianópolis, ya Fabiano padece esquizofrenia indiferenciada y necesita tratamiento psiquiátrico. Sin embárgo, un informe anterior encontró que el autor del ataque era plenamente capaz de comprender la naturaleza criminal de su acto.
En 10 de agosto de 2023, Fabiano fue condenado a 329 años y cuatro años de prisión en régimen inicialmente cerrado. El juicio duró dos días, comenzando el día anterior, el 9 de agosto. Una vez finalizado el juicio, Fabiano regresó a la Prisión Regional de Chapecó para comenzar a cumplir su condena.